# Alaska Route 1
Die Alaska Route 1 ist eine State Route in Alaska. Sie verläuft von Homer auf der Kenai-Halbinsel nordwärts über Anchorage nach Tok im Interior.
Die State Route beginnt am Fährhafen des Alaska Marine Highway in Homer, folgt von dort dem gesamten Sterling Highway über Soldotna bis zur Kreuzung mit dem Seward Highway am nördlichen Ende der Alaska Route 9. Bis nach Anchorage verläuft sie dann über den Seward Highway, durchquert die Stadt und folgt dann dem gesamten Glenn Highway, vorbei am südlichen Ende des George Parks Highway, und geht bei Glennallen in den Richardson Highway über, wo sie kurz zusammen mit der Alaska Route 4 verläuft, bevor sie auf den Tok Cut-Off abbiegt, dem sie dann bis zu ihrem Endpunkt in Tok an der Kreuzung mit dem Alaska Highway folgt.